# 特克河
特克河（俄语：Река Тык）是萨哈林州萨哈林岛亚历山德罗夫斯克区的河流，长81公里，流域面积473平方公里，注入鞑靼海峡特克湾。

## 引用
1. ↑  М·Г·瓦西科夫斯基. . 列宁格勒: 气象出版社. 1973 （俄语）.
2. ↑  . 国家水登记处.   [2024-01-04]. （原始内容存档于2024-01-04） （俄语）.